# Tokodaltáró
Tokodaltáró község Komárom-Esztergom vármegyében, az Esztergomi járásban. 527 hektáros kiterjedésével a vármegye második legkisebb közigazgatási területű települése.

## Fekvése
Tokodaltáró Komárom-Esztergom vármegye keleti részén, Dorogtól 4, Esztergomtól 10, Budapesttől 42 kilométerre fekszik. Belterületén keresztülhalad a 10-es főút, a 117-es főút pedig észak felől elkerüli és ezzel tehermentesíti azt. Tokod központjával a 10-esből a két település határvonala közelében kiágazó 1118-as út köti össze.
A hazai vasútvonalak közül az Esztergom–Almásfüzitő-vasútvonal, melynek legközelebbi megállási pontja a nyugati határszéle mellett Tokod vasútállomás.

## Nevének eredete
A település nevének előtagját egy Tokod nevű vitézről kapta a fennmaradt hagyományok szerint. Nevének utótagja az itt folyt bányászatra utal.

## Története
Tokodaltáró és környéke ősidők óta lakott hely volt; területén bronzkori, és sok római kori, valamint honfoglalás kori leleteket találtak.
Területén az ókorban egy nagyméretű (120×140 méter átmérőjű) késő római tábor (castrum) állt, melynek 11 kerek tornya, másfél méter vastag fala, díszes várkapuja, fürdője is volt. Az itt talált kerámiaégető, üveg- és fémolvasztó kemence maradványa is bizonyítják, hogy a helyben talált szenet már a rómaiak is használták.
A mai település létrejöttét a bányászatnak köszönheti; 1896-ra kiépült a fővárosi kapcsolatot biztosító Budapest–Esztergom-vasútvonal az Esztergom–Almásfüzitő-vasútvonallal kapcsolatban (Budapest-Esztergom-Füzitői helyi érdekű Vasút Rt.), még ebben az évben megkezdték a tokodi altáró fúrását, ami a falu nevét is adta. 1899-ben elkészült a kétvágányú vasúti rakodó a szénszállítás praktikusabbá tétele érdekében, amelyet összekötöttek a tokodi vasútállomással. Mai területe 1890-ben még lakatlan volt, 1900-ban már 720 lakosa volt a Tokod területén, Dorog határában épülő bányásztelepnek.
Az 1920-as években Dorog építésével párhuzamosan Tokodaltáró is jelentős fejlődésen ment keresztül; népessége két és félszeresére növekedett, bányászkolónia, munkásotthon, iskola, óvoda, orvosi rendelő, a bánya mellett pedig fürdő, üzemi iroda és élelemtár épült, jórészt Gáthy Zoltán tervei alapján. A széntermelés növekedése folyamatos volt, 1925-ben 120 vagonos szénosztályzó épült négyvágányú iparvasúttal.
A fejlődés töretlen volt még a második világháború alatt is, köszönhetően a háborús konjunktúrának, népessége 1949-ben már 3110 fő volt. 1947-ben a tokodi altárót összekötötték a dorogi altáróval, így a szenet a keskeny nyomtávú bányavasúttal közvetlenül a dorogi vasútállomás szénosztályozójához tudták szállítani, ennek következtében megszüntették a feleslegessé vált tokodi osztályzót. A széntermelés 1953-ban érte el csúcspontját 203 038 tonnával, ettől kezdve megindult a bányászat fokozatos visszafejlesztése, az utolsó bányát 1967-ben zárták be. 2007. július 1-jén újraindult a vízkivétel az altáróból, napjainkban ez látja el karsztvízzel Tokodaltárót és a szomszédos településeket.
A korábban Tokodhoz tartozó altárói bányatelep 1992-ben lett önálló község.

## Közélete

### Polgármesterei
- 1992–1994: Dénes László (független)[4]
- 1994–1998: Dénes László (független)[5]
- 1998–2002: Varga János (független)[6]
- 2002–2006: Varga János (független)[7]
- 2006–2010: Ifj. Petrik József (független)[8]
- 2010–2014: Petrik József (független)[9]
- 2014–2019: Petrik József (független)[10]
- 2019–2024: Petrik József (független)[11]
- 2024– : Petrik József (független)[1]

## Népesség
A település népességének változása:
| Lakosok száma | 2922 | 2872 | 2883 | 2900 | 2914 | 2993 | 3026 |
|               | 2013 | 2014 | 2015 | 2021 | 2022 | 2023 | 2024 |

A 2011-es népszámlálás során a lakosok 82,2%-a magyarnak, 2,5% cigánynak, 1% németnek, 0,2% románnak, 0,2% szlováknak mondta magát (17,7% nem nyilatkozott; a kettős identitások miatt a végösszeg nagyobb lehet 100%-nál). A vallási megoszlás a következő volt: római katolikus 33,2%, református 6%, evangélikus 0,9%, görögkatolikus 0,5%, felekezeten kívüli 26,1% (31,9% nem nyilatkozott).
2022-ben a lakosság 87,5%-a vallotta magát magyarnak, 2,2% cigánynak, 0,7% németnek, 0,2% románnak, 0,2% szlováknak, 0,1-0,1% horvátnak, görögnek, ruszinnak és ukránnak, 1,8% egyéb, nem hazai nemzetiségűnek (12,5% nem nyilatkozott; a kettős identitások miatt a végösszeg nagyobb lehet 100%-nál). Vallásuk szerint 22,2% volt római katolikus, 4,2% református, 0,9% evangélikus, 0,3% görög katolikus, 1,4% egyéb keresztény, 1,2% egyéb katolikus, 23% felekezeten kívüli (46,7% nem válaszolt).

## Nevezetességei
- Római katolikus templom
- Bányász emlékmű
- 1956-os emlékmű